# Wancourt
Wancourt je francouzská obec v departementu Pas-de-Calais v regionu Hauts-de-France. Žije zde 630 obyvatel.

## Geografie

### Sousední obce
| Růžice kompasu | Tilloy-lès-Mofflaines   | Feuchy   | Monchy-le-Preux | Růžice kompasu |
| Růžice kompasu | Neuville-Vitasse        | Sever    | Guémappe        | Růžice kompasu |
| Růžice kompasu | Neuville-Vitasse        | Wancourt | Guémappe        | Růžice kompasu |
| Růžice kompasu | Neuville-Vitasse        | Jih      | Guémappe        | Růžice kompasu |
| Růžice kompasu | Saint-Martin-sur-Cojeul | Héninel  |                 | Růžice kompasu |

## Vývoj počtu obyvatel
Počet obyvatel